# Justin Haley (pilote automobile)
Statistiques en NASCAR Cup Series
Dernière mise à jour : 30 novembre 2023 

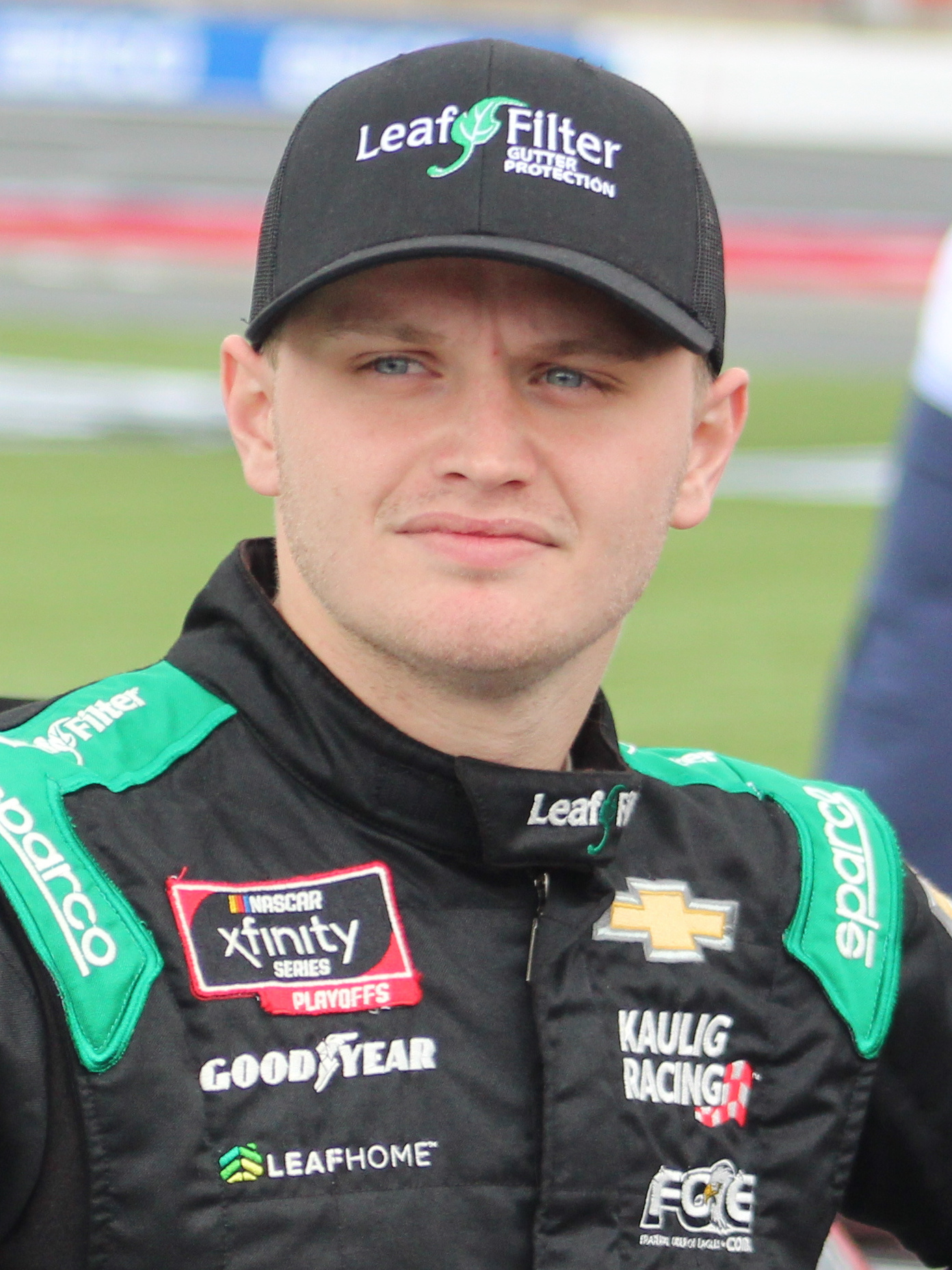
Justin Haley au Charlotte Motor Speedway en 2021.

Justin Haley, né le 28 avril 1999 à Winamac en Indiana, est un pilote automobile professionnel américain de stock-car participant aux championnats de la NASCAR Cup Series.

## Carrière
Justin Haley participe au programme complet du championnat 2022 de la NASCAR Cup Series au volant de la Chevrolet Camaro ZL1 no 31 de l'écurie Kaulig Racing (en) après y avoir participé partiellement de 2019 à 2021.
Il concourait sous le pseudonyme de J. J. Haley jusqu'à ce qu'il utilise son nom officiel en janvier 2016 pour éviter toute confusion avec son collègue concurrent, J. J. Yeley.
Haley est propriétaire de l'écurie Darkhorse Racecars participant aux courses de Dirt Late Model et de Dirt Modified Racing Series au sein de laquelle il pilote en compagnie de son frère, Quentin Haley.
À la suite d'une stratégie gagnante lors d'un arrêt aux stands qui le place en tête de la course juste avant qu'un orage violent ne se déclare, Haley remporte le Coke Zero Sugar 400 en 2019 disputé à Daytona, soit sa première victoire en seulement trois courses de Cup Series,.
Haley devient un des 32 pilotes ayant remporté une victoire dans chacune des trois catégories majeures de la NASCAR, après sa première victoire en 2020 en Xfinity Series.

## Palmarès

### Titres
- Cup Series :
  - Victoire au Coke Zero Sugar 400 de 2019 (à Daytona).

- NASCAR K&N Pro Series East :
  - Champion en 2019.

### NASCAR Cup Series
Au 30 novembre 2023, il a participé à 86 courses en cinq saisons.
- Voiture en 2024 : no AD
- Écurie : Rick Ware Racing
- Résultat saison 2023  : 26e[6]
- Meilleur classement en fin de saison : 22e en 2022
- 1re course : GEICO 500 (Talladega) 2019 (Talladega)
- Dernière course : NASCAR Cup Series Championship Race de 2023 (à Phoenix)
- Première victoire : Coke Zero Sugar 400 2019 (Daytona)
- Dernière victoire : Idem
- Victoire(s) : 1
- Top5 : 5
- Top10 : 13
- Pole position : 0

| Légende  | Légende |
| -------- | --- |
| Gras     | Pole position décernée en fonction du temps réalisé en qualification.                                                                     |
| Italique | Pole position décernée en fonction des points au classement ou des temps aux essais.                                                      |
| *        | Plus grand nombre de tours menés. |
| 01       | Aucun point de championnat car inéligible pour le titre lors de cette saison (le pilote concourt pour le titre dans une autre catégorie). |
| DNQ      | Ne s'est pas qualifié. |
| Résultats en NASCAR Cup Series | Résultats en NASCAR Cup Series | Résultats en NASCAR Cup Series | Résultats en NASCAR Cup Series | Résultats en NASCAR Cup Series | Résultats en NASCAR Cup Series | Résultats en NASCAR Cup Series | Résultats en NASCAR Cup Series | Résultats en NASCAR Cup Series | Résultats en NASCAR Cup Series | Résultats en NASCAR Cup Series | Résultats en NASCAR Cup Series | Résultats en NASCAR Cup Series | Résultats en NASCAR Cup Series | Résultats en NASCAR Cup Series | Résultats en NASCAR Cup Series | Résultats en NASCAR Cup Series | Résultats en NASCAR Cup Series | Résultats en NASCAR Cup Series | Résultats en NASCAR Cup Series | Résultats en NASCAR Cup Series | Résultats en NASCAR Cup Series | Résultats en NASCAR Cup Series | Résultats en NASCAR Cup Series | Résultats en NASCAR Cup Series | Résultats en NASCAR Cup Series | Résultats en NASCAR Cup Series | Résultats en NASCAR Cup Series | Résultats en NASCAR Cup Series | Résultats en NASCAR Cup Series | Résultats en NASCAR Cup Series | Résultats en NASCAR Cup Series | Résultats en NASCAR Cup Series | Résultats en NASCAR Cup Series | Résultats en NASCAR Cup Series | Résultats en NASCAR Cup Series | Résultats en NASCAR Cup Series | Résultats en NASCAR Cup Series | Résultats en NASCAR Cup Series | Résultats en NASCAR Cup Series | Résultats en NASCAR Cup Series | Résultats en NASCAR Cup Series |
| ------------------------------ | ------------------------------ | ------------------------------ | ------------------------------ | ------------------------------ | ------------------------------ | ------------------------------ | ------------------------------ | ------------------------------ | ------------------------------ | ------------------------------ | ------------------------------ | ------------------------------ | ------------------------------ | ------------------------------ | ------------------------------ | ------------------------------ | ------------------------------ | ------------------------------ | ------------------------------ | ------------------------------ | ------------------------------ | ------------------------------ | ------------------------------ | ------------------------------ | ------------------------------ | ------------------------------ | ------------------------------ | ------------------------------ | ------------------------------ | ------------------------------ | ------------------------------ | ------------------------------ | ------------------------------ | ------------------------------ | ------------------------------ | ------------------------------ | ------------------------------ | ------------------------------ | ------------------------------ | ------------------------------ | ------------------------------ |
| Année                          | Équipe                         | No.                            | Constructeur                   | 1                              | 2                              | 3                              | 4                              | 5                              | 6                              | 7                              | 8                              | 9                              | 10                             | 11                             | 12                             | 13                             | 14                             | 15                             | 16                             | 17                             | 18                             | 19                             | 20                             | 21                             | 22                             | 23                             | 24                             | 25                             | 26                             | 27                             | 28                             | 29                             | 30                             | 31                             | 32                             | 33                             | 34                             | 35                             | 36                             | Clas.                          | Pts                            |
| 2019                           | Spire Motorsports (en)         | 77                             | Chevrolet                      | DAY                            | ATL                            | LVS                            | PHO                            | CAL                            | MAR                            | TEX                            | BRI                            | RCH                            | TAL 32                         | DOV                            | KAN                            | CLT                            | POC                            | MCH                            | SON 34                         | CHI                            | DAY 1                          | KEN                            | NHA                            | POC                            | GLN                            | MCH                            | BRI                            | DAR                            | IND                            | LVS                            | RCH                            | ROV                            | DOV                            | TAL                            | KAN                            | MAR                            | TEX                            | PHO                            | HOM                            | 41e                            | 01                             |
| 2020                           | Kaulig Racing (en)             | 16                             | Chevrolet                      | DAY 13                         | LVS                            | CAL                            | PHO                            | DAR                            | DAR                            | CLT                            | CLT                            | BRI                            | ATL                            | MAR                            | HOM                            | TAL                            | POC                            | POC                            | IND                            | KEN                            | TEX                            | KAN                            | NHA                            | MCH                            | MCH                            | DRC                            | DOV                            | DOV                            | DAY                            | DAR                            | RCH                            | BRI                            | LVS                            |                                |                                |                                |                                |                                |                                | 41e                            | 01                             |
| 2020                           | Spire Motorsports (en)         | 77                             | Chevrolet                      |                                |                                |                                |                                |                                |                                |                                |                                |                                |                                |                                |                                |                                |                                |                                |                                |                                |                                |                                |                                |                                |                                |                                |                                |                                |                                |                                |                                |                                |                                | TAL 11                         | ROV                            | KAN                            | TEX                            | MAR                            | PHO                            | 41e                            | 01                             |
| 2021                           | Spire Motorsports (en)         | 77                             | Chevrolet                      | DAY                            | DRC 24                         | HOM 26                         | LVS 29                         | PHO 24                         | ATL 30                         | BRD                            | MAR 35                         | RCH 38                         | TAL 30                         | KAN 30                         | DAR 28                         | DOV                            | COA 40                         | CLT 28                         | SON                            | NSH 35                         | POC 27                         | POC                            | ROA 25                         | ATL 29                         | NHA 28                         | GLN 29                         | IRC 8                          | MCH 25                         | DAY 6                          | DAR 25                         | RCH 27                         | BRI 36                         | LVS 32                         |                                | ROV 37                         | TEX 37                         | KAN 39                         | MAR 31                         | PHO 26                         | 44e                            | 01                             |
| 2021                           | Kaulig Racing (en)             | 16                             | Chevrolet                      |                                |                                |                                |                                |                                |                                |                                |                                |                                |                                |                                |                                |                                |                                |                                |                                |                                |                                |                                |                                |                                |                                |                                |                                |                                |                                |                                |                                |                                |                                | TAL 20                         |                                |                                |                                |                                |                                | 44e                            | 01                             |
| 2022                           | Kaulig Racing (en)             | 31                             | Chevrolet                      | DAY 23                         | CAL 23                         | LVS 17                         | PHO 17                         | ATL 11                         | COA 15                         | RCH 29                         | MAR 31                         | BRD 14                         | TAL 12                         | DOV 11                         | DAR 3                          | KAN 35                         | CLT 27                         | GTW 14                         | SON 12                         | NSH 23                         | ROA 24                         | ATL 7                          | NHA 20                         | POC 21                         | IRC 19                         | MCH 17                         | RCH 21                         | GLN 18                         | DAY 28                         | DAR 19                         | KAN 19                         | BRI 12                         | TEX 3                          | TAL 15                         | ROV 5                          | LVS 14                         | HOM 28                         | MAR 27                         | PHO 27                         | 22e                            | 699                            |
| 2023                           | Kaulig Racing (en)             | 31                             | Chevrolet                      | DAY 32                         | CAL 21                         | LVS 8                          | PHO 27                         | ATL 22                         | COA 19                         | RCH 29                         | BRD 6                          | MAR 28                         | TAL 19                         | DOV 23                         | KAN 18                         | DAR 8                          | CLT 15                         | GTW 16                         | SON 21                         | NSH 23                         | CSC 2                          | ATL 8                          | NHA 17                         | POC 33                         | RCH 30                         | MCH 23                         | IRC 38                         | GLN 24                         | DAY 21                         | DAR 24                         | KAN 21                         | BRI 35                         | TEX 13                         | TAL 6                          | ROV 22                         | LVS 22                         | HOM 23                         | MAR 30                         | PHO 29                         | 26e                            | 593                            |
| 2024                           | Rick Ware Racing               | AD                             | Ford                           | DAY                            | ATL                            | LVS                            | PHO                            | BRI                            | COA                            | RCH                            | MAR                            | TEX                            | TAL                            | DOV                            | KAN                            | DAR                            | CLT                            | GTW                            | SON                            | IOW                            | NHA                            | NSH                            | CSC                            | POC                            | IND                            | RCH                            | MCH                            | DAY                            | DAR                            | ATL                            | GLN                            | BRI                            | KAN                            | TAL                            | ROV                            | LVS                            | HOM                            | MAR                            | PHO                            | -                              | -                              |
| Résultats au Daytona 500 | Résultats au Daytona 500 | Résultats au Daytona 500 | Résultats au Daytona 500 | Résultats au Daytona 500 |
| ------------------------ | ------------------------ | ------------------------ | ------------------------ | ------------------------ |
| Année                    | L'équipe                 | Fabricant                | Position au              | Position au              |
| Année                    | L'équipe                 | Fabricant                | Départ                   | Arrivée                  |
| 2020                     | Kaulig Racing (en)       | Chevrolet                | 33                       | 13                       |
| 2022                     | Kaulig Racing (en)       | Chevrolet                | 25                       | 23                       |
| 2023                     | Kaulig Racing (en)       | Chevrolet                | 28                       | 32                       |
| 2024                     | Rick Ware Racing         | Ford                     |                          |                          |

### NASCAR Xfinity Series
Au 30 novembre 2023, il a participé à 106 courses sur six saisons (2018-2023) :
- Dernière saison : Voiture Chevrolet no 10 de la Kaulig Racing (en) en 2023
- Résultat dernière saison : 82e en 2023
- Meilleur classement en fin de saison : 3e en 2020
- Première course : Iowa 250 de 2018 (en Iowa)
- Dernière course : RAPTOR King of Tough 250de 2023 (à Atlanta)
- Première victoire : Unhinged 300 de 2020 (à Talladega)
- Dernière victoire : Wawa 250 de 2021 (à Daytona)
- Victoire(s) : 4
- Top5 : 24
- Top10 : 69
- Pole position : 0

| Légende  | Légende |
| -------- | --- |
| Gras     | Pole position décernée en fonction du temps réalisé en qualification.                                                                     |
| Italique | Pole position décernée en fonction des points au classement ou des temps aux essais.                                                      |
| *        | Plus grand nombre de tours menés. |
| 01       | Aucun point de championnat car inéligible pour le titre lors de cette saison (le pilote concourt pour le titre dans une autre catégorie). |
| DNQ      | Ne s'est pas qualifié. |
| Résultats en NASCAR Xfinity Series | Résultats en NASCAR Xfinity Series | Résultats en NASCAR Xfinity Series | Résultats en NASCAR Xfinity Series | Résultats en NASCAR Xfinity Series | Résultats en NASCAR Xfinity Series | Résultats en NASCAR Xfinity Series | Résultats en NASCAR Xfinity Series | Résultats en NASCAR Xfinity Series | Résultats en NASCAR Xfinity Series | Résultats en NASCAR Xfinity Series | Résultats en NASCAR Xfinity Series | Résultats en NASCAR Xfinity Series | Résultats en NASCAR Xfinity Series | Résultats en NASCAR Xfinity Series | Résultats en NASCAR Xfinity Series | Résultats en NASCAR Xfinity Series | Résultats en NASCAR Xfinity Series | Résultats en NASCAR Xfinity Series | Résultats en NASCAR Xfinity Series | Résultats en NASCAR Xfinity Series | Résultats en NASCAR Xfinity Series | Résultats en NASCAR Xfinity Series | Résultats en NASCAR Xfinity Series | Résultats en NASCAR Xfinity Series | Résultats en NASCAR Xfinity Series | Résultats en NASCAR Xfinity Series | Résultats en NASCAR Xfinity Series | Résultats en NASCAR Xfinity Series | Résultats en NASCAR Xfinity Series | Résultats en NASCAR Xfinity Series | Résultats en NASCAR Xfinity Series | Résultats en NASCAR Xfinity Series | Résultats en NASCAR Xfinity Series | Résultats en NASCAR Xfinity Series | Résultats en NASCAR Xfinity Series | Résultats en NASCAR Xfinity Series | Résultats en NASCAR Xfinity Series | Résultats en NASCAR Xfinity Series |
| ---------------------------------- | ---------------------------------- | ---------------------------------- | ---------------------------------- | ---------------------------------- | ---------------------------------- | ---------------------------------- | ---------------------------------- | ---------------------------------- | ---------------------------------- | ---------------------------------- | ---------------------------------- | ---------------------------------- | ---------------------------------- | ---------------------------------- | ---------------------------------- | ---------------------------------- | ---------------------------------- | ---------------------------------- | ---------------------------------- | ---------------------------------- | ---------------------------------- | ---------------------------------- | ---------------------------------- | ---------------------------------- | ---------------------------------- | ---------------------------------- | ---------------------------------- | ---------------------------------- | ---------------------------------- | ---------------------------------- | ---------------------------------- | ---------------------------------- | ---------------------------------- | ---------------------------------- | ---------------------------------- | ---------------------------------- | ---------------------------------- | ---------------------------------- |
| Année                              | Équipe                             | No.                                | Constructeur                       | 1                                  | 2                                  | 3                                  | 4                                  | 5                                  | 6                                  | 7                                  | 8                                  | 9                                  | 10                                 | 11                                 | 12                                 | 13                                 | 14                                 | 15                                 | 16                                 | 17                                 | 18                                 | 19                                 | 20                                 | 21                                 | 22                                 | 23                                 | 24                                 | 25                                 | 26                                 | 27                                 | 28                                 | 29                                 | 30                                 | 31                                 | 32                                 | 33                                 | Clas.                              | Pts                                |
| 2018                               | GMS Racing                         | 22                                 | Chevrolet                          | DAY                                | ATL                                | LVS                                | PHO                                | CAL                                | TEX                                | BRI                                | RCH                                | TAL                                | DOV                                | CLT                                | POC                                | MCH                                | IOW 12                             | CHI                                |                                    |                                    |                                    |                                    |                                    |                                    |                                    |                                    |                                    |                                    |                                    |                                    |                                    |                                    |                                    |                                    |                                    |                                    | 101e                               | 01                                 |
| 2018                               | GMS Racing                         | 24                                 | Chevrolet                          |                                    |                                    |                                    |                                    |                                    |                                    |                                    |                                    |                                    |                                    |                                    |                                    |                                    |                                    |                                    | DAY 18                             | KEN                                | NHA                                | IOW                                | GLN 38                             | MOH                                | BRI                                | ROA                                | DAR                                | IND                                | LVS                                | RCH                                | ROV                                | DOV                                | KAN                                | TEX                                | PHO                                | HOM                                |                                    |                                    |
| 2019                               | Kaulig Racing                      | 11                                 | Chevrolet                          | DAY 17                             | ATL 8                              | LVS 10                             | PHO 12                             | CAL 10                             | TEX 7                              | BRI 7                              | RCH 10                             | TAL 7                              | DOV 17                             | CLT 5                              | POC 9                              | MCH 10                             | IOW 13                             | CHI 7                              | DAY 2                              | KEN 10                             | NHA 13                             | IOW 8                              | GLN 14                             | MOH 9                              | BRI 34                             | ROA 6                              | DAR 11                             | IND 5                              | LVS 15                             | RCH 17                             | ROV 31                             | DOV 4                              | KAN 7                              | TEX 32                             | PHO 7                              | HOM 33                             | 12e                                | 2 155                              |
| 2020                               | Kaulig Racing                      | 11                                 | Chevrolet                          | DAY 6                              | LVS 12                             | CAL 5                              | PHO 5                              | DAR 10                             | CLT 29                             | BRI 17                             | ATL 3                              | HOM 13                             | HOM 6                              | TAL 1                              | POC 23                             | IRC 2                              | KEN 7                              | KEN 3                              | TEX 8                              | KAN 6                              | ROA 11                             | DRC 38                             | DOV 8                              | DOV 12                             | DAY 1                              | DAR 13                             | RCH 2                              | RCH 6                              | BRI 16                             | LVS 10                             | TAL 1                              | ROV 35                             | KAN 4                              | TEX 7                              | MAR 12                             | PHO 8                              | 3e                                 | 4 029                              |
| 2021                               | Kaulig Racing                      | 11                                 | Chevrolet                          | DAY 29                             | DRC 9                              | HOM 6                              | LVS 8                              | PHO 26                             | ATL 8                              | MAR 8                              | TAL 8                              | DAR 14                             | DOV                                | COA 9                              | CLT 19                             | MOH 2                              | TEX 9                              | NSH 19                             | POC 38                             | ROA 10                             | ATL 4                              | NHA 6                              | GLN 9                              | IRC 3                              | MCH 17                             | DAY 1                              | DAR 4                              | RCH 2                              | BRI 6                              | LVS 9                              | TAL 6                              | ROV 4                              | TEX 7                              | KAN 4                              | MAR 33                             | PHO 5                              | 6e                                 | 2 244                              |
| 2022                               | Kaulig Racing                      | 14                                 | Chevrolet                          | DAY                                | CAL                                | LVS                                | PHO                                | ATL                                | COA                                | RCH                                | MAR                                | TAL                                | DOV                                | DAR                                | TEX                                | CLT                                | PIR                                | NSH                                | ROA                                | ATL                                | NHA                                | POC                                | IRC                                | MCH                                | GLN                                | DAY 25                             | DAR                                | KAN                                | BRI                                | TEX                                | TAL                                | ROV                                | LVS                                | HOM                                | MAR                                | PHO                                | 102e                               | 01                                 |
| 2023                               | Kaulig Racing                      | 10                                 | Chevrolet                          | DAY 10                             | CAL                                | LVS                                | PHO                                | ATL 10                             | COA                                | RCH                                | MAR                                | TAL                                | DOV                                | DAR                                | CLT                                | PIR                                | SON                                | NSH                                | CSC                                | ATL                                | NHA                                | POC                                | ROA                                | MCH                                | IRC                                | GLN                                | DAY                                | DAR                                | KAN                                | BRI                                | TEX                                | ROV                                | LVS                                | HOM                                | MAR                                | PHO                                | 82e                                | 01                                 |

### NASCAR Truck Series
Au 30 novembre 2023, il a participé à 51 courses sur cinq saisons (2015-2020) :
- Dernière saison : Voiture Chevrolet no 24 de la GMS Racing en 2020
- Résultat dernière saison : 83e en 2020
- Meilleur classement en fin de saison : 3e en 2018
- Première course : UNOH 200 de 2015 (à Bristol)
- Dernière course : Vankor 350 de 2020 (à Texas)
- Première victoire : Eaton 200 de 2018 (à Gateway)
- Dernière victoire : JAG Metals 350 de 2018 (au Texas)
- Victoire(s) : 3
- Top5 : 12
- Top10 : 32
- Pole position : 1

| Légende  | Légende |
| -------- | --- |
| Gras     | Pole position décernée en fonction du temps réalisé en qualification.                                                                     |
| Italique | Pole position décernée en fonction des points au classement ou des temps aux essais.                                                      |
| *        | Plus grand nombre de tours menés. |
| 01       | Aucun point de championnat car inéligible pour le titre lors de cette saison (le pilote concourt pour le titre dans une autre catégorie). |
| DNQ      | Ne s'est pas qualifié. |
| Résultats en NASCAR Camping World Truck Series | Résultats en NASCAR Camping World Truck Series | Résultats en NASCAR Camping World Truck Series | Résultats en NASCAR Camping World Truck Series | Résultats en NASCAR Camping World Truck Series | Résultats en NASCAR Camping World Truck Series | Résultats en NASCAR Camping World Truck Series | Résultats en NASCAR Camping World Truck Series | Résultats en NASCAR Camping World Truck Series | Résultats en NASCAR Camping World Truck Series | Résultats en NASCAR Camping World Truck Series | Résultats en NASCAR Camping World Truck Series | Résultats en NASCAR Camping World Truck Series | Résultats en NASCAR Camping World Truck Series | Résultats en NASCAR Camping World Truck Series | Résultats en NASCAR Camping World Truck Series | Résultats en NASCAR Camping World Truck Series | Résultats en NASCAR Camping World Truck Series | Résultats en NASCAR Camping World Truck Series | Résultats en NASCAR Camping World Truck Series | Résultats en NASCAR Camping World Truck Series | Résultats en NASCAR Camping World Truck Series | Résultats en NASCAR Camping World Truck Series | Résultats en NASCAR Camping World Truck Series | Résultats en NASCAR Camping World Truck Series | Résultats en NASCAR Camping World Truck Series | Résultats en NASCAR Camping World Truck Series | Résultats en NASCAR Camping World Truck Series | Résultats en NASCAR Camping World Truck Series |
| ---------------------------------------------- | ---------------------------------------------- | ---------------------------------------------- | ---------------------------------------------- | ---------------------------------------------- | ---------------------------------------------- | ---------------------------------------------- | ---------------------------------------------- | ---------------------------------------------- | ---------------------------------------------- | ---------------------------------------------- | ---------------------------------------------- | ---------------------------------------------- | ---------------------------------------------- | ---------------------------------------------- | ---------------------------------------------- | ---------------------------------------------- | ---------------------------------------------- | ---------------------------------------------- | ---------------------------------------------- | ---------------------------------------------- | ---------------------------------------------- | ---------------------------------------------- | ---------------------------------------------- | ---------------------------------------------- | ---------------------------------------------- | ---------------------------------------------- | ---------------------------------------------- | ---------------------------------------------- |
| Année                                          | Équipe                                         | No.                                            | Constructeur                                   | 1                                              | 2                                              | 3                                              | 4                                              | 5                                              | 6                                              | 7                                              | 8                                              | 9                                              | 10                                             | 11                                             | 12                                             | 13                                             | 14                                             | 15                                             | 16                                             | 17                                             | 18                                             | 19                                             | 20                                             | 21                                             | 22                                             | 23                                             | Clas.                                          | Pts                                            |
| 2015                                           | Braun Motorsports                              | 32                                             | Chevrolet                                      | DAY                                            | ATL                                            | MAR                                            | KAN                                            | CLT                                            | DOV                                            | TEX                                            | GTW                                            | IOW                                            | KEN                                            | ELD                                            | POC                                            | MCH                                            | BRI 14                                         | MSP                                            | CHI                                            | NHA                                            | LVS                                            | TAL                                            | MAR 32                                         | TEX                                            | PHO 7                                          | HOM                                            | 43e                                            | 79                                             |
| 2016                                           | Braun Motorsports                              | 32                                             | Toyota                                         | DAY                                            | ATL                                            | MAR 26                                         | KAN                                            | DOV                                            | CLT                                            | TEX                                            | IOW                                            |                                                |                                                |                                                |                                                |                                                |                                                |                                                |                                                |                                                |                                                |                                                |                                                |                                                |                                                |                                                | 47e                                            | 23                                             |
| 2016                                           | Braun Motorsports                              | 32                                             | Chevrolet                                      |                                                |                                                |                                                |                                                |                                                |                                                |                                                |                                                | GTW 21                                         | KEN                                            | ELD                                            | POC                                            | BRI                                            | MCH                                            | MSP 29                                         | CHI                                            | NHA                                            | LVS                                            | TAL                                            | MAR                                            | TEX                                            | PHO                                            | HOM                                            | 47e                                            | 23                                             |
| 2017                                           | GMS Racing                                     | 24                                             | Chevrolet                                      | DAY                                            | ATL                                            | MAR 26                                         | KAN 9                                          | CLT 17                                         | DOV 8                                          | TEX 6                                          | GTW 10                                         | IOW 10                                         | KEN 3                                          | ELD 8                                          | POC 10                                         | MCH 10                                         | BRI 11                                         | MSP 4                                          | CHI 14                                         | NHA 13                                         | LVS 21                                         | TAL 16                                         | MAR 11                                         | TEX 5                                          | PHO 14                                         | HOM 9                                          | 12e                                            | 600                                            |
| 2018                                           | GMS Racing                                     | 24                                             | Chevrolet                                      | DAY 2                                          | ATL 22                                         | LVS 28                                         | MAR 10                                         | DOV 3                                          | KAN 10                                         | CLT 14                                         | TEX 3                                          | IOW 16                                         | GTW 1                                          | CHI 6                                          | KEN 10                                         | ELD 9                                          | POC 5                                          | MCH 9                                          | BRI 6                                          | MSP 1                                          | LVS 3                                          | TAL 4                                          | MAR 6                                          | TEX 1                                          | PHO 28                                         | HOM 8                                          | 3e                                             | 4029                                           |
| 2020                                           | GMS Racing                                     | 24                                             | Chevrolet                                      | DAY                                            | LVS                                            | CLT                                            | ATL                                            | HOM                                            | POC                                            | KEN                                            | TEX 7                                          | KAN                                            | KAN                                            | MCH                                            | DRC                                            | DOV                                            | GTW                                            | DAR                                            | RCH                                            | BRI                                            | LVS                                            | TAL                                            | KAN                                            | TEX                                            | MAR                                            | PHO                                            | 83e                                            | 01                                             |

### ARCA MENARDS Series
Au 30 novembre 2023, il a participé à 16 courses sur quatre saisons (2014-2017) :
- Dernière saison : Voiture Toyota no 28 de la MDM Motorsports et Chevrolet no 78 de la Mason Mitchell Motorsports en 2017
- Résultat dernière saison : 35e en 2017
- Meilleur classement en fin de saison : 28e en 2014
- Victoire(s) : 3
- Top5 : 7
- Top10 : 12
- Pole position : 1

| Légende  | Légende |
| -------- | --- |
| Gras     | Pole position décernée en fonction du temps réalisé en qualification.                                                                     |
| Italique | Pole position décernée en fonction des points au classement ou des temps aux essais.                                                      |
| *        | Plus grand nombre de tours menés. |
| 01       | Aucun point de championnat car inéligible pour le titre lors de cette saison (le pilote concourt pour le titre dans une autre catégorie). |
| DNQ      | Ne s'est pas qualifié. |
| Résultats en ARCA Racing Series | Résultats en ARCA Racing Series | Résultats en ARCA Racing Series | Résultats en ARCA Racing Series | Résultats en ARCA Racing Series | Résultats en ARCA Racing Series | Résultats en ARCA Racing Series | Résultats en ARCA Racing Series | Résultats en ARCA Racing Series | Résultats en ARCA Racing Series | Résultats en ARCA Racing Series | Résultats en ARCA Racing Series | Résultats en ARCA Racing Series | Résultats en ARCA Racing Series | Résultats en ARCA Racing Series | Résultats en ARCA Racing Series | Résultats en ARCA Racing Series | Résultats en ARCA Racing Series | Résultats en ARCA Racing Series | Résultats en ARCA Racing Series | Résultats en ARCA Racing Series | Résultats en ARCA Racing Series | Résultats en ARCA Racing Series | Résultats en ARCA Racing Series | Résultats en ARCA Racing Series | Résultats en ARCA Racing Series |
| ------------------------------- | ------------------------------- | ------------------------------- | ------------------------------- | ------------------------------- | ------------------------------- | ------------------------------- | ------------------------------- | ------------------------------- | ------------------------------- | ------------------------------- | ------------------------------- | ------------------------------- | ------------------------------- | ------------------------------- | ------------------------------- | ------------------------------- | ------------------------------- | ------------------------------- | ------------------------------- | ------------------------------- | ------------------------------- | ------------------------------- | ------------------------------- | ------------------------------- | ------------------------------- |
| Année                           | Équipe                          | No.                             | Constructeur                    | 1                               | 2                               | 3                               | 4                               | 5                               | 6                               | 7                               | 8                               | 9                               | 10                              | 11                              | 12                              | 13                              | 14                              | 15                              | 16                              | 17                              | 18                              | 19                              | 20                              | Clas.                           | Pts                             |
| 2014                            | Venturini Motorsports           | 66                              | Toyota                          | DAY                             | MOB                             | SLM                             | TAL                             | TOL 18                          | NJE                             | POC                             | MCH                             |                                 | WIN 6                           | CHI                             | IRP 26                          | POC                             |                                 |                                 |                                 |                                 |                                 |                                 |                                 | 28e                             | 1 055                           |
| 2014                            | Venturini Motorsports           | 55                              | Toyota                          |                                 |                                 |                                 |                                 |                                 |                                 |                                 |                                 | ELK 3                           |                                 |                                 |                                 |                                 | BLN 8                           | ISF                             | MAD                             | DSF                             | SLM 8                           | KEN                             | KAN                             | 28e                             | 1 055                           |
| 2015                            | HScott Motorsports              | 74                              | Chevrolet                       | DAY                             | MOB                             | NSH                             | SLM 4                           | TAL                             | TOL                             | NJE                             | POC                             | MCH                             | CHI                             | WIN                             | IOW                             | IRP 4                           | POC                             | BLN                             | ISF                             | DSF                             | SLM 24                          | KEN                             | KAN                             | 43e                             | 530                             |
| 2016                            | Braun Motorsports               | 74                              | Chevrolet                       | DAY                             | NSH                             | SLM 2                           | TAL                             | TOL                             | NJE                             | POC 7                           | MCH                             | MAD                             | WIN                             | IOW                             | IRP 22                          | POC                             | BLN                             |                                 |                                 |                                 |                                 |                                 |                                 | 35e                             | 780                             |
| 2016                            | Mason Mitchell Motorsports      | 98                              | Chevrolet                       |                                 |                                 |                                 |                                 |                                 |                                 |                                 |                                 |                                 |                                 |                                 |                                 |                                 |                                 | ISF 1                           | DSF                             | SLM                             | CHI                             | KEN                             | KAN                             | 35e                             | 780                             |
| 2017                            | MDM Motorsports                 | 28                              | Toyota                          | DAY                             | NSH                             | SLM                             | TAL 1                           | TOL                             | ELK                             | POC                             | MCH                             | MAD                             | IOW                             | IRP                             |                                 |                                 |                                 |                                 |                                 |                                 |                                 |                                 |                                 | 35e                             | 680                             |
| 2017                            | Mason Mitchell Motorsports      | 78                              | Chevrolet                       |                                 |                                 |                                 |                                 |                                 |                                 |                                 |                                 |                                 |                                 |                                 | POC 1                           | WIN                             | ISF                             | ROA                             | DSF                             | SLM                             | CHI                             | KEN                             | KAN 6                           | 35e                             | 680                             |

## K&N Pro Series East
| Légende  | Légende |
| -------- | --- |
| Gras     | Pole position décernée en fonction du temps réalisé en qualification.                                                                     |
| Italique | Pole position décernée en fonction des points au classement ou des temps aux essais.                                                      |
| *        | Plus grand nombre de tours menés. |
| 01       | Aucun point de championnat car inéligible pour le titre lors de cette saison (le pilote concourt pour le titre dans une autre catégorie). |
| DNQ      | Ne s'est pas qualifié. |
| Résultats en NASCAR K&N Pro Series East | Résultats en NASCAR K&N Pro Series East | Résultats en NASCAR K&N Pro Series East | Résultats en NASCAR K&N Pro Series East | Résultats en NASCAR K&N Pro Series East | Résultats en NASCAR K&N Pro Series East | Résultats en NASCAR K&N Pro Series East | Résultats en NASCAR K&N Pro Series East | Résultats en NASCAR K&N Pro Series East | Résultats en NASCAR K&N Pro Series East | Résultats en NASCAR K&N Pro Series East | Résultats en NASCAR K&N Pro Series East | Résultats en NASCAR K&N Pro Series East | Résultats en NASCAR K&N Pro Series East | Résultats en NASCAR K&N Pro Series East | Résultats en NASCAR K&N Pro Series East | Résultats en NASCAR K&N Pro Series East | Résultats en NASCAR K&N Pro Series East | Résultats en NASCAR K&N Pro Series East | Résultats en NASCAR K&N Pro Series East | Résultats en NASCAR K&N Pro Series East | Résultats en NASCAR K&N Pro Series East |
| --------------------------------------- | --------------------------------------- | --------------------------------------- | --------------------------------------- | --------------------------------------- | --------------------------------------- | --------------------------------------- | --------------------------------------- | --------------------------------------- | --------------------------------------- | --------------------------------------- | --------------------------------------- | --------------------------------------- | --------------------------------------- | --------------------------------------- | --------------------------------------- | --------------------------------------- | --------------------------------------- | --------------------------------------- | --------------------------------------- | --------------------------------------- | --------------------------------------- |
| Année                                   | Équipe                                  | No.                                     | Constructeur                            | 1                                       | 2                                       | 3                                       | 4                                       | 5                                       | 6                                       | 7                                       | 8                                       | 9                                       | 10                                      | 11                                      | 12                                      | 13                                      | 14                                      | 15                                      | 16                                      | Clas.                                   | Pts                                     |
| 2014                                    | Braun Racing                            | 10                                      | Chevrolet                               | NSM                                     | DAY                                     | BRI                                     | GRE                                     | RCH                                     | IOW                                     | BGS                                     | FIF                                     | LGY                                     | NHA                                     | COL 23                                  | IOW 20                                  | GLN                                     | VIR                                     | GRE                                     | DOV 7                                   | 33e                                     | 82                                      |
| 2015                                    | HScott Motorsports with Justin Marks    | 5                                       | Chevrolet                               | 21                                      | GRE 18                                  | BRI 9                                   | IOW 4                                   | BGS 3                                   | LGY 20                                  | COL 9                                   | NHA 8                                   | IOW 4                                   | GLN 3                                   | MOT 5                                   | VIR 5                                   | RCH 12                                  | DOV 6                                   |                                         |                                         | 6e                                      | 491                                     |
| 2016                                    | HScott Motorsports with Justin Marks    | 5                                       | Chevrolet                               | NSM 5                                   | MOB 9                                   | GRE 1                                   | BRI 4                                   | VIR 2                                   | DOM 2                                   | STA 4                                   | COL 1*                                  | NHA 3                                   | IOW 4                                   | GLN 2                                   | GRE 5                                   | NJM 2                                   | DOV 4                                   |                                         |                                         | 1er                                     | 580                                     |

## Vie privée
Haley est le neveu de Todd Braun, propriétaire de l'écurie Braun Motorsports (en). Il habite en Caroline du Nord. Il a deux sœurs et un frère ainé.
Haley est devenu végan depuis un certain temps.
Le 17 novembre 2023, Haley se marie avec Haley Mottinger.

## Référence
1. ↑  (en-US) « Getting to Know: Justin Haley » [archive du 15 janvier 2021], sur Popular Speed, 27 janvier 2016 (consulté le 25 juin 2019).
2. ↑  (en-US) Holly Cain, « Haley wins weather-shortened Coke Zero Sugar 400 at Daytona », sur NASCAR.com, NASCAR Digital Media, LLC., 7 juillet 2019 (consulté le 12 juillet 2019).
3. ↑  (en-US) « Justin Haley earns shock Cup win in rain-shortened Daytona race », sur www.motorsport.com (consulté le 15 avril 2023).
4. ↑  (en-US) Toby Christie, « Justin Haley Snags First-Career NASCAR Xfinity Series Win at Talladega », sur TobyChristie.com, 21 juin 2020 (consulté le 15 avril 2023).
5. 1 2 3 4  (en-US) « Driver », sur Racing-Reference (consulté le 13 mai 2023).
6. ↑  (en-US) « Standings », sur Racing-Reference (consulté le 11 mars 2023).
7. ↑  (en-US) « Harry Scott Jr. Partners with Justin Marks to Form HScott Motorsports with Justin Marks », sur HScott Motorsports, 11 décembre, 2014 (consulté le 8 décembre 2016).
8. ↑  (en-US) Player FM, « The Untitled Jeff Gluck Podcast », sur The Untitled Jeff Gluck Podcast (consulté le 30 novembre 2023).
9. ↑  (en-US) « Congratulations to Justin Haley and Haley Mottinger », sur Jayski's Silly Season Site, NASCAR Digital Media, 21 novembre 2023 (consulté le 21 novembre 2023).